# Смертний вирок (фільм, 2007)
«Смертний вирок» (англ. Death Sentence)  — кримінальний трилер 2007 року від режисера Джеймса Вана. Сюжет фільму базується на одноіменному романі Браяна Гарфілда. У головних ролях знялися Кевін Бейкон, Ґаррет Гедлунд, Келлі Престон, Айша Тайлер та Джон Гудмен.
Прем'єра картини відбулася 31 серпня 2007 року. Фільм не виходив в прокат. Реліз на DVD відбувся 8 січня 2008 року.
Фільм загалом отримав негативні відгуки. На сайті Rotten Tomatoes він отримав рейтинг 20 % на основі 113 відгуків. На сайті Metacritic — 36 % на основі 24 відгуків.

## Сюжет
Південна Кароліна, США. Нік Г'юм має чудову родину: дружину Гелен та двох синів — старшого Брендана та молодшого Лукаса. Хлопці часто конфліктують, проте батьки розуміють, що в їхньому віці це нормальне явище. Наразі стоїть питання стосовно майбутнього Брендана, який мріє про успішну спортивну кар'єру. Брат Лукаса грає в основному складі хокейної команди і розмірковує про переїзд до Канади, де у нього буде більше шансів реалізувати себе. Однак трагічний випадок все перекреслює. Повертаючись додому після чергової гри, Брендан та його батько роблять зупинку на заправці. Згодом туди приїздять члени місцевої банди. Вони вбивають касира, а Брендан отримує смертельне поранення. Його батьку вдається запам'ятати обличчя одного з нападників, стягнувши з нього маску під час сутички з ним. Потім Нік привозить старшого сина до лікарні, проте зусилля лікарів виявляються марними.
Тим часом починається судовий процес над вбивцею Брендана. Єдиним свідком злочину є Нік, тому шанси, що негідник отримає довічне ув'язнення просто мізерні. Затриманому загрожує близько 5 років за гратами. Однак це зовсім не влаштовує Ніка. Тому під час своїх свідчень він вдає, що не впевнений, що саме затриманий хлопець вбив його сина. За словами Г'юма, можливо хтось інший з банди підозрюваного наніс смертельне поранення Брендану. У зв'язку зі зміною свідчень процес заходить у глухий кут, а затриманого хлопця відпускають. Проте саме на такий перебіг подій розраховував Нік. Він готовий здійснити правосуддя власними руками.
Відстеживши вбивцю Брендана, Нік нападає на нього з ножем. Проте під час сутички Г'юм починає нервувати та випускає з рук зброю. Втім, інцидент завершується смертю члена банди, а Нік з поспіхом залишає місце злочину. Вже наступного дня детектив Джессіка Волліс повідомляє батька Брендана, що підозрюваний в смерті його сина загинув. Г'юм реагує на цю новину припущенням, що скоріше за все той став жертвою бандитських розбірок.
Однак конфлікт Г'юма з бандою на цьому не закінчується. Тепер вже їх лідер Біллі бажає помсти за смерть свого брата...

## В ролях
- Кевін Бейкон — Нік Г'юм
- Ґаррет Гедлунд —  Біллі Дарлі
- Келлі Престон — Гелен Г'юм
- Айша Тайлер — детектив Джессіка Волліс
- Джон Гудмен — батько Біллі та Джо Дарлі
- Метт О'Лірі — Джо Дарлі
- Еді Гатегі — Боді
- Джордан Гаррет — Лукас Г'юм
- Лі Воннелл — Спінк

## Виробництво
Зйомки фільму тривали два місяці. Локаціями для стрічки слугували Південна Кароліна та Каліфорнія — Колумбія та Лос-Анджелес відповідно.